# Ałas
Ałas – forma geologiczna związana z termokrasem. Zagłębienie lub niecka, powstające w skałach luźnych na skutek wytapiania lodu gruntowego wypełniającego szczeliny sieci poligonalnych, w szczególności klinów lodowych. Są typowe dla rejonu wiecznej zmarzliny, gdzie warstwa czynna gruntu sięga do głębokości występowania. Ałasy mogą mieć średnicę paruset metrów.